# Péter Halász
Péter Halász (Budapest, 23 luglio 1976) è un compositore, musicista e direttore d'orchestra ungherese.

## Biografia
Péter Halász è nato nel 1976 a Budapest, Ungheria. Dopo aver studiato pianoforte e composizione nella sua città natale, ha continuato a studiare direzione d'orchestra nella classe di Leopold Hager presso l'Università di Musica di Vienna. Ha frequentato corsi di perfezionamento di Bernard Haitink e fu fortemente influenzato da Ádám Fischer quale ha assistito al Festival di Haydn a Eisenstadt.
Dopo aver completato i suoi studi formali, si è unito al Opera Studio del Teatro dell'Opera di Zurigo, nel 2002/03 come Maestro. Tra il 2003 e il 2011 ha lavorato per il Staatstheater Mainz prima come maestro collaboratore, poi come direttore d'orchestra. Mentre era lì, è riuscito a imparare un vasto repertorio che spazia dal barocco alla musica moderna, lo svolgimento di più di 20 produzioni liriche, balletti e concerti.
Come direttore ospite, Péter Halász condotto la Radio-Symphonieorchester Wien, l'Orchestra da Camera Suk di Praga, la Nordwestdeutsche Philharmonie, e spettacoli d'opera al Teatro Augusta, il Musiktheater im Revier e lo Staatstheater Braunschweig. Ha fatto il suo debutto nel Teatro dell'Opera di Budapest nel 2010 (Rossini: Il barbiere di Siviglia), dove è stato direttore ospite.
Dal maggio 2011, Péter Halász ha lavorato come primo direttore d'orchestra del Teatro dell'Opera di Aquisgrana e orchestra sinfonica. Mentre era lì, ha diretto la première di La Cenerentola di Rossini, di Poulenc La voix humaine, di Monteverdi Il combattimento di Tancredi e Clorinda, Johann Strauss Die Fledermaus, di Verdi Un ballo in maschera, Superflumina di Salvatore Sciarrino e anche spettacoli di Madama Butterfly di Puccini, Le nozze di Figaro di Mozart e Tristan und Isolde di Wagner.
Oltre alle sue attività di conduzione, Péter Halász si esibisce regolarmente come pianista (Bösendorfersaal Vienna, Opernhaus Zürich, Staatstheater Mainz).
Da agosto 2013, è attualmente direttore musicale ad interim del Teatro dell'Opera di Budapest.